# Johannes Vogel (Dichter)
Johannes Vogel (* 5. September 1589 in Nürnberg; † 8. März 1663 ebenda) war ein deutscher evangelischer Theologe und Lyriker.

## Leben
Der Sohn eines Waffenschmiedes besuchte nach einer Zeit am Gymnasium seiner Heimatstadt, durch ein städtisches Stipendium gefördert, die Universität Altdorf und die Universität Wittenberg. Im Anschluss unternahm er den Sitten der damaligen Zeit entsprechend eine Bildungsreise, die ihn auch nach Polen und Ungarn führte. Zurückgekehrt erhielt er die Dichterkrone. Da er mit Martin Ruarus in Verbindung stand, wurde er verdächtigt, ein Sozinianer zu sein. Erst nachdem er sich am 25. Januar 1617 vor der gesamten Universität Altdorf vom Sozinianismus distanzierte, konnte er sich vor weiteren Unterstellungen schützen. 1621 wurde er Pfarrer an St. Egidien in Nürnberg und 1634 in St. Sebald. Außerdem wurde er Rektor der Schule bei St. Sebald.
Vogel gilt als Verfasser von Psalmen-Nachdichtungen und geistlichen Büchern, in denen er sich, an die üblichen Formen der damaligen Frömmigkeit bindend, ausdrückt. Dennoch hatte er als Anhänger von Martin Opitz auch dichterische Ziele verfolgt. Im Nürnberger Gesangbuch von 1677 finden sich fünf seiner Lieder.
Sein Schwiegersohn war der Nürnberger Theologe Wolfgang Gundling, zu dessen Söhnen der Frühaufklärer Nicolaus Hieronymus Gundling, der Maler Johann Jacob Gundling und Jacob Paul von Gundling zählen und der der Enkel von Franciscus Gundling war.

## Werkauswahl
- Zwölf Psalmen Davids. Nürnberg 1628.
- Die Psalmen Davids, Samt anderen heiligen Gesängen erweitert. Nürnberg 1638.
- Psalmen / Geistliche Lieder und Haus Gesänge. Nürnberg 1653.
- Icones mortatis … Vorbildungen des Todtes … Nürnberg 1647.
- Andacht Übung auss den Sonn-, Fest- und Feyertäglichen Evangelien. Nürnberg 1661.